# Nils Kaben
Nils Kaben (* 15. August 1967 in Crivitz, DDR) ist ein deutscher Sportjournalist, Redakteur und Moderator. Er ist vor allem für seine langjährige Tätigkeit beim ZDF bekannt.

## Werdegang
Kaben absolvierte 1986 das Abitur an der Schweriner Erweiterten Oberschule. Nach seinem Wehrdienst begann er seine journalistische Ausbildung mit einem Volontariat beim Deutschen Fernsehfunk der DDR von 1989 bis 1990. Danach studierte er Journalistik und Publizistik in Leipzig und Mainz bis 1994.
1991 begann er beim ZDF  als freier Mitarbeiter in der Sportredaktion. Seitdem ist er bekannt für seine umfassende Berichterstattung über die Fußball-Bundesliga und großen internationalen Sportereignissen, wie die Fußball-WM/-EM, Olympischen Spiele, sowie Segelregatten und Leichtathletik-Wettkämpfe.
Besondere Aufmerksamkeit bekam seine Person durch sein Interview mit Toni Kroos nach dem Champions-League-Finale 2022, das wegen der Reaktion von Kroos auf kritische Fragen für Aufsehen sorgte. Kaben reflektierte später in verschiedenen Interviews über diesen Vorfall und zeigte sich selbstkritisch in Bezug auf die Formulierung seiner Fragen.

## Auszeichnungen
- 2012: Bronzenen Ring der „Olympic Golden Ring Awards“ des Internationalen Olympischen Komitees (IOC)[4]
- 2021: Deutscher Fernsehpreis als „Beste Sportsendung“ für die „sportstudio reportage“ zur Segelregatta Vendee Globe (Zusammen mit Jochen Esser, Hermann Valkyser, Daniel Wever und Yorck Polus)[5]